# Nationalratswahl in der Slowakei 2023
- Smer: 42
- HLAS: 27
- SNS: 10
- PS: 32
- OĽaNO: 16
- KDH: 12
- SASKA: 11

Die Nationalratswahl in der Slowakei 2023 fand am 30. September 2023 statt. Gewählt wurden die 150 Abgeordneten des slowakischen Parlaments. Es war die neunte Nationalratswahl seit der slowakischen Unabhängigkeit 1993. Die Wahl war eine vorgezogene, nachdem im Mai 2023 die Mitte-Rechts-Regierung zusammengebrochen war. Übergangsweise regierte die Expertenregierung Ódor.
Bei der Wahl verlor die konservative OĽaNO den Großteil ihrer Sitze, wohingegen die linken und nationalistischen Parteien starke Zugewinne verzeichneten. Am 11. Oktober 2023 einigten sich die linksnationalistische Smer, die Mitte-Links-Partei Hlas und die rechtsextreme SNS auf eine Koalition. Robert Fico wurde am 25. Oktober 2023 erneut zum Ministerpräsidenten der Slowakei gewählt.

## Wahlsystem
Einzelne Parteien mussten eine Sperrklausel von 5 Prozent der Stimmen überspringen, für Parteienbündnisse betrug die Grenze 7 Prozent.
Die 150 Mandatsträger wurden durch Verhältniswahl in einem einzigen Wahlkreis (der gesamten Slowakei) gewählt. Die Mandate für das Parlament wurden durch das Hagenbach-Bischoff-Verfahren zugeteilt.

## Ausgangslage
| Nationalratswahl in der Slowakei 2020 %3020100 25,0 %18,3 %8,2 %8,0 %7,0 %6,2 %5,8 %4,7 %3,9 %3,2 %3,1 %6,3 % OĽaNOSmerSRĽSNSPS-SpolueSaSZa ľudíKDHSMKSNSDVSonst.Anmerkungen:e Ein Wahlbündnis zwischen Progresívne Slovensko & Spolu: Sperrklausel 7 %. |

Bei der Wahl 2020 gewann OĽaNO mit 14 Prozentpunkten Zugewinnen. Smer verlor hingegen 10 % und belegte mit ca. 18,3 % nur den zweiten Platz. Das Bündnis PS-Spolu schaffte den Einzug nicht, da sie mit 6,96 % die 7-Prozent-Hürde für Bündnisse knapp verpasste.
Nach fast dreiwöchigen Verhandlungen einigten sich die vier Koalitionsparteien (OĽaNO, SaS, Za ľudí und Sme rodina) am 18. März 2020 auf die Regierungsposten. OĽaNO erhielt den Premierministerposten, sowie sieben andere Ministerien, SaS und Sme rodina standen jeweils drei Ministerien zu und die Partei Za ľudí erhielt die restlichen zwei Ministerien. Neuer Premierminister der Slowakei wurde Igor Matovič, der Vorsitzende der Partei OĽaNO. Die Mitte-rechts-Koalition besitzt eine Drei-Fünftel-Mehrheit und damit die Möglichkeit für Verfassungsänderungen, z. B. in den Bereichen Justiz und Strafverfolgung. Aufgrund von einigen Konflikten in der Koalition wurde zuerst Eduard Heger zum Ministerpräsidenten ernannt, er wurde aber im Dezember 2022 mit einem Misstrauensantrag gestürzt, nachdem SaS die Koalition verlassen hatte, und am 15. Mai 2023 durch Ľudovít Ódor im Ministerpräsidentenamt abgelöst.

## Parteien und Kandidaten

### Bei der letzten Wahl im Nationalrat eingezogene Parteien
Die folgenden Parteien waren nach der Wahl 2020 im Nationalrat vertreten:
| Partei/Bündnis | Partei/Bündnis | Partei/Bündnis                                                                             | Spitzenkandidat/-in | Politische Ausrichtung                       | Europäische Partei         | Bemerkungen |
| -------------- | -------------- | ------------------------------------------------------------------------------------------ | ------------------- | -------------------------------------------- | -------------------------- | --- |
|                |                | Obyčajní ľudia a nezávislé osobnosti (OĽANO) Gewöhnliche Leute und unabhängige Personen    | Erika Jurinová      | Konservatismus, Populismus                   | EVP; Mitglied EVP-Fraktion | Listenvereinigung mit Nová Väčšina (NOVA), Kresťanská únia (KÚ) und Za ľudí (liberal-konservative und christliche Parteien) |
|                |                | Smer – slovenská sociálna demokracia (Smer-SSD) Richtung – Slowakische Sozialdemokratie    | Robert Fico         | Sozialdemokratie, Linkspopulismus            | SPE; Mitglied S&D-Fraktion | Zusammen mit Socialisti.sk (Sozialisten.sk).                                                                                |
|                |                | Sme rodina (SR) Wir sind eine Familie                                                      | Boris Kollár        | Rechtspopulismus, Nationalkonservatismus     | ID                         | Zusammen mit STANK. |
|                |                | Kotlebovci – Ľudová strana Naše Slovensko (ĽSNS) Kotlebianer – Volkspartei Unsere Slowakei | Marian Kotleba      | Ultranationalismus, Rechtsextremismus        | APF                        | |
|                |                | Sloboda a Solidarita (SaS) Freiheit und Solidarität                                        | Richard Sulík       | Liberalismus, Libertarismus, Neoliberalismus | EKR; Mitglied EKR-Fraktion | Zusammen mit Občianska konzervatívna strana (OKS).                                                                          |

### Bei der letzten Wahl nicht in den Nationalrat eingezogen
Die folgenden Parteien waren entweder bei den Wahlen 2020 am Einzug gescheitert oder wurden nach der Wahl gegründet:
| Partei/Bündnis | Partei/Bündnis | Partei/Bündnis | Spitzenkandidat/-in | Politische Ausrichtung                              | Europäische Partei          | Bemerkungen |
| -------------- | -------------- | --- | ------------------- | --------------------------------------------------- | --------------------------- | --- |
|                |                | Progresívne Slovensko (PS) Fortschrittliche Slowakei                                                                                            | Michal Šimečka      | Linksliberalismus, Progressivismus                  | ALDE;, Mitglied RE-Fraktion | |
|                |                | Demokrati (D) Demokraten | Eduard Heger        | Konservatismus, Wirtschaftsliberalismus             | EVP;, Mitglied EVP-Fraktion | Zusammen mit Jablko, ŠANCA und ZZ. (liberal-konservative Parteien)                                             |
|                |                | Kresťanskodemokratické hnutie (KDH) Christlich-Demokratische Bewegung                                                                           | Milan Majerský      | Christdemokratie, Wirtschaftsliberalismus           | EVP;, Mitglied EVP-Fraktion | |
|                |                | Szövetség – Magyarok. Nemzetiségek. Regiók. (ALI) Die Allianz – Ungarn. Nationalitäten. Regionen.                                               | Krisztián Forró     | ungarische Minderheit, Nationalkonservatismus       | EVP                         | |
|                |                | Magyar Fórum (MF) Ungarisches Forum | Zsolt Simon         | ungarische Minderheit, Liberalismus, Konservatismus | Keine                       | Zusammen mit Občianski demokrati Slovenska (ODS) und Demokratická strana (DS) (liberal-konservative Parteien)  |
|                |                | Slovenská národná strana (SNS) Slowakische Nationalpartei                                                                                       | Andrej Danko        | Nationalkonservatismus, Protektionismus             | Keine                       | Zusammen mit ŽIVOT, Slovenský PATRIOT und Národná koalícia (rechts-konservative und nationalistische Parteien) |
|                |                | Hlas – sociálna demokracia (HLAS) Stimme – Sozialdemokratie                                                                                     | Peter Pellegrini    | Sozialdemokratie                                    | SPE                         | Zusammen mit Dobrá voľba (DV).                                                                                 |
|                |                | MODRÍ – Európske Slovensko BLAUE – Europäische Slowakei                                                                                         | Mikuláš Dzurinda    | Konservatismus, Wirtschaftsliberalismus             | Keine                       | Zusammen mit Most–Híd 2023 als „Modrí, Most–Híd“.                                                              |
|                |                | Slovenské Hnutie Obrody Slowakische Erweckungsbewegung                                                                                          | Róbert Švec         | Ultranationalismus, Rechtsextremismus               | Keine                       | |
|                |                | Vlastenecký blok Patriotischer Block | Ivan Stanovič       | Ultranationalismus, Rechtsextremismus               | Keine                       | Zusammen mit Práca slovenského národa (PSN) und DOMOV národná strana (DOMOV). (nationalistische Parteien)      |
|                |                | SPRAVODLIVOSŤ GERECHTIGKEIT | Vladimir Chlebo     | Linkspopulismus                                     | Keine                       | |
|                |                | Hnutie Republika Bewegung Republik | Milan Uhrík         | Ultranationalismus, Rechtsextremismus               | Keine                       | |
|                |                | Komunistická strana Slovenska (KSS) Kommunistische Partei der Slowakei                                                                          | Jozef Hrdlička      | Kommunismus, Marxismus-Leninismus                   | EL                          | |
|                |                | Pirátska strana - Slovensko (Slovenskí Piráti) Piratenpartei – Slowakei                                                                         | Zuzana Šubová       | Piratenbewegung                                     | PPEU                        | |
|                |                | Slovenská demokratická a kresťanská únia – Demokratická strana (SDKÚ–DS) Slowakische Demokratische und Christliche Union – Demokratische Partei | Branislav Rybárik   | Konservatismus, Wirtschaftsliberalismus             | Keine                       | |
|                |                | SRDCE vlastenci a dôchodcovia – SLOVENSKÁ NÁRODNÁ JEDNOTA (SRDCE–SNJ) HERZ Patrioten und Rentner – SLOWAKISCHE NATIONALE EINHEIT                | Vladimír Zeman      | Ultranationalismus, Rechtsextremismus               | Keine                       | |
|                |                | PRINCÍP PRINZIP | Džemal Kodrazi      | Minderheitsrechte                                   | Keine                       | |
|                |                | KARMA | Ondrej Janíček      | Populismus                                          | Keine                       | |
|                |                | SPOLOČNE OBČANIA SLOVENSKA (SOS) GEMEINSAME BÜRGER DER SLOWAKEI                                                                                 | Tibor Hanuliak      | Nationalismus                                       | Keine                       | |
|                |                | MySlovensko WirSlowakei | Štefan Panenka      |                                                     | Keine                       | |

## Umfragen

### Letzte Umfragen
(Quelle:)
| Institut            | Datum      | OĽANO  | OĽANO | Smer-SSD | SR    | L'SNS | PS      | SASKA | KDH   | SNS   | MF    | ALI   | MODRÍ - ES | MODRÍ - ES | D       | HLAS - SD | HLAS - SD | REP    | Sonst. |
| Institut            | Datum      | OĽANO  | ZL'   | Smer-SSD | SR    | L'SNS | PS      | SASKA | KDH   | SNS   | MF    | ALI   | M-H        | Modrí      | D       | DV        | HLAS - SD | REP    | Sonst. |
| ------------------- | ---------- | ------ | ----- | -------- | ----- | ----- | ------- | ----- | ----- | ----- | ----- | ----- | ---------- | ---------- | ------- | --------- | --------- | ------ | ------ |
| Parlamentswahl 2023 | 30.09.2023 | 8,9 %  | 8,9 % | 22,9 %   | 2,2 % | 0,8 % | 18,0 %  | 6,3 % | 6,8 % | 5,6 % | 0,1 % | 4,4 % | 0,3 %      | 0,3 %      | 2,9 %   | 14,7 %    | 14,7 %    | 4,8 %  | 2,3 %  |
| Ipsos               | 27.09.2023 | 8,2 %  | 8,2 % | 20,6 %   | 4,0 % | 1,6 % | 19,8 %  | 7,0 % | 5,9 % | 5,7 % | 0,1 % | 3,4 % | 0,6 %      | 0,6 %      | 3,3 %   | 11,9 %    | 11,9 %    | 7,6 %  | 0,4 %  |
| SANEP               | 27.09.2023 | 6,5 %  | 6,5 % | 22,6 %   | 5,5 % | 1,4 % | 16,1 %  | 5,4 % | 5,1 % | 6,0 % | –     | 3,3 % | 1,3 %      | 1,3 %      | 3,4 %   | 15,3 %    | 15,3 %    | 7,4 %  | 0,7 %  |
| Median              | 27.09.2023 | 6,2 %  | 6,2 % | 19,8 %   | 4,1 % | –     | 19,3 %  | 7,4 % | 7,7 % | 4,7 % | –     | 2,5 % | 2,1 %      | 2,1 %      | 3,8 %   | 11,9 %    | 11,9 %    | 8,0 %  | 2,4 %  |
| AKO                 | 27.09.2023 | 9,4 %  | 9,4 % | 17,7 %   | 5,1 % | 0,3 % | 18,0 %  | 7,3 % | 6,1 % | 6,0 % | 0,6 % | 2,8 % | 1,0 %      | 1,0 %      | 4,3 %   | 15,0 %    | 15,0 %    | 5,4 %  | 1,0 %  |
| Focus               | 26.09.2023 | 8,2 %  | 8,2 % | 18,0 %   | 4,1 % | 1,7 % | 16,6 %  | 6,4 % | 6,5 % | 6,4 % | 0,6 % | 3,5 % | 0,7 %      | 0,7 %      | 4,0 %   | 13,7 %    | 13,7 %    | 7,7 %  | 2,5 %  |
| NMS                 | 26.09.2023 | 9,5 %  | 9,5 % | 19,4 %   | 5,2 % | 1,8 % | 19,7 %  | 5,7 % | 5,4 % | 5,4 % | 0,3 % | 3,1 % | 1,1 %      | 1,1 %      | 2,3 %   | 10,5 %    | 10,5 %    | 8,5 %  | 2,1 %  |
| Polis               | 20.09.2023 | 5,7 %  | 5,7 % | 24,4 %   | 5,3 % | 1,9 % | 15,1 %  | 6,4 % | 5,7 % | 5,8 % | 0,6 % | 5,4 % | 1,2 %      | 1,2 %      | 2,0 %   | 12,6 %    | 12,6 %    | 6,8 %  | 1,1 %  |
| Ipsos               | 21.09.2023 | 8,2 %  | 8,2 % | 20,2 %   | 4,2 % | 2,6 % | 17,2 %  | 6,1 % | 5,3 % | 5,6 % | 0,6 % | 4,0 % | 0,9 %      | 0,9 %      | 3,4 %   | 13,1 %    | 13,1 %    | 8,6 %  | 0,9 %  |
| SANEP               | 18.09.2023 | 6,0 %  | 6,0 % | 22,2 %   | 5,9 % | 1,7 % | 15,7 %  | 4,8 % | 5,6 % | 5,8 % | –     | 2,8 % | 1,2 %      | 1,2 %      | 3,1 %   | 15,2 %    | 15,2 %    | 7,2 %  | 2,5 %  |
| Focus               | 17.09.2023 | 6,3 %  | 6,3 % | 18,9 %   | 4,9 % | 1,8 % | 16,5 %  | 5,1 % | 6,2 % | 6,4 % | 0,8 % | 3,6 % | 1,5 %      | 1,5 %      | 3,7 %   | 14,6 %    | 14,6 %    | 8,0 %  | 1,7 %  |
| AKO                 | 14.09.2023 | 7,0 %  | 7,0 % | 19,4 %   | 5,3 % | 0,6 % | 18,2 %  | 7,4 % | 6,0 % | 6,0 % | 0,3 % | 2,9 % | 1,4 %      | 1,4 %      | 3,5 %   | 15,1 %    | 15,1 %    | 5,2 %  | 1,7 %  |
| NMS                 | 14.09.2023 | 6,1 %  | 6,1 % | 22,0 %   | 5,8 % | 1,0 % | 18,1 %  | 4,2 % | 4,7 % | 7,3 % | 0,4 % | 3,2 % | 0,9 %      | 0,9 %      | 3,8 %   | 11,4 %    | 11,4 %    | 8,3 %  | 2,8 %  |
| Polis               | 08.09.2023 | 5,4 %  | 5,4 % | 24,5 %   | 5,8 % | –     | 14,6 %  | 6,8 % | 5,4 % | 6,0 % | –     | –     | –          | –          | 1,2 %   | 12,6 %    | 12,6 %    | 7,6 %  | 9,9 %  |
| SANEP               | 03.09.2023 | 6,5 %  | 6,5 % | 21,4 %   | 5,9 % | 2,0 % | 15,6 %  | 6,1 % | 6,0 % | 5,5 % | –     | 2,7 % | 1,2 %      | 1,2 %      | 3,0 %   | 15,0 %    | 15,0 %    | 8,4 %  | 0,7 %  |
| Median              | 01.09.2023 | 7,1 %  | 7,1 % | 17,8 %   | 8,4 % | 2,3 % | 17,8 %  | 6,7 % | 7,3 % | 5,3 % | –     | –     | –          | –          | 3,5 %   | 9,4 %     | 9,4 %     | 10,2 % | 4,4 %  |
| Median              | 25.08.2023 | 6,2 %  | 6,2 % | 20,2 %   | 5,8 % | 2,4 % | 17,6 %  | 7,3 % | 6,7 % | 5,3 % | –     | –     | –          | –          | 4,1 %   | 10,0 %    | 10,0 %    | 10,0 % | 4,4 %  |
| Polis               | 22.08.2023 | 5,6 %  | 5,6 % | 23,4 %   | 5,3 % | 2,2 % | 14,2 %  | 6,5 % | 5,2 % | 6,1 % | 1,1 % | 5,3 % | 1,8 %      | 1,8 %      | 2,3 %   | 12,9 %    | 12,9 %    | 6,6 %  | 1,5 %  |
| Focus               | 20.08.2023 | 6,4 %  | 6,4 % | 20,0 %   | 5,1 % | 2,1 % | 15,0 %  | 6,1 % | 6,1 % | 5,3 % | 0,7 % | 3,4 % | 1,7 %      | 1,7 %      | 3,1 %   | 14,2 %    | 14,2 %    | 8,8 %  | 2,0 %  |
| AKO                 | 18.08.2023 | 7,2 %  | 7,2 % | 19,2 %   | 5,7 % | 0,2 % | 17,8 %  | 6,6 % | 6,2 % | 5,9 % | 0,8 % | 2,5 % | 2,1 %      | 2,1 %      | 2,9 %   | 15,0 %    | 15,0 %    | 6,3 %  | 1,4 %  |
| Ipsos               | 17.08.2023 | 7,7 %  | 7,7 % | 19,7 %   | 5,5 % | 2,9 % | 16,9 %  | 5,7 % | 6,2 % | 5,1 % | 0,7 % | 3,6 % | 1,4 %      | 1,4 %      | 2,9 %   | 13,3 %    | 13,3 %    | 7,9 %  | 0,5 %  |
| SANEP               | 14.08.2023 | 6,7 %  | 6,7 % | 22,0 %   | 6,2 % | 1,8 % | 15,8 %  | 6,0 % | 5,9 % | 5,4 % | –     | 2,9 % | 1,2 %      | 1,2 %      | 3,1 %   | 13,0 %    | 13,0 %    | 8,1 %  | 1,9 %  |
| NMS                 | 10.08.2023 | 6,3 %  | 6,3 % | 23,3 %   | 5,6 % | 2,8 % | 17,0 %  | 4,5 % | 5,0 % | 6,0 % | 0,4 % | 3,0 % | 1,6 %      | 1,6 %      | 2,6 %   | 11,5 %    | 11,5 %    | 7,5 %  | 2,9 %  |
| Ipsos               | 05.08.2023 | 7,9 %  | 7,9 % | 20,3 %   | 5,6 % | 2,2 % | 16,9 %  | 6,7 % | 5,4 % | 5,2 % | 0,5 % | 2,2 % | 1,6 %      | 1,6 %      | 2,6 %   | 13,4 %    | 13,4 %    | 8,8 %  | 0,7 %  |
| SANEP               | 02.08.2023 | 6,9 %  | 6,9 % | 20,9 %   | 6,4 % | 1,4 % | 15,5 %  | 6,1 % | 6,0 % | 5,2 % | –     | 2,7 % | 1,1 %      | 1,1 %      | 3,3 %   | 14,1 %    | 14,1 %    | 8,8 %  | 4,0 %  |
| AKO                 | 01.08.2023 | 6,7 %  | 6,7 % | 19,9 %   | 6,1 % | 1,2 % | 16,4 %  | 6,6 % | 6,0 % | 5,8 % | 0,9 % | 2,2 % | 1,5 %      | 1,5 %      | 2,2 %   | 15,2 %    | 15,2 %    | 6,7 %  | 2,6 %  |
| Polis               | 28.07.2023 | 6,2 %  | 6,2 % | 23,1 %   | 4,5 % | 3,1 % | 13,6 %  | 5,2 % | 5,5 % | 5,4 % | 1,6 % | 5,4 % | 2,5 %      | 2,5 %      | 3,0 %   | 12,5 %    | 12,5 %    | 8,4 %  |        |
| Focus               | 28.07.2023 | 6,2 %  | 6,2 % | 18,1 %   | 5,6 % | 2,3 % | 14,3 %  | 5,2 % | 5,6 % | 5,1 % | 1,2 % | 4,0 % | 1,8 %      | 1,8 %      | 3,8 %   | 16,0 %    | 16,0 %    | 8,7 %  |        |
| Median              | 27.07.2023 | 5,3 %  | 5,3 % | 21,5 %   | 7,4 % | –     | 17,1 %  | 6,5 % | 6,2 % | 4,2 % | –     | 2,4 % | –          | –          | 3,4 %   | 12,1 %    | 12,1 %    | 9,7 %  | 4,2 %  |
| Ipsos               | 24.07.2023 | 7,1 %  | 7,1 % | 19,4 %   | 6,4 % | 2,6 % | 15,9 %  | 5,0 % | 5,9 % | 5,0 % | 0,8 % | 3,5 % | 1,8 %      | 1,8 %      | 2,1 %   | 14,9 %    | 14,9 %    | 8,6 %  | 1,1 %  |
| Median              | 22.07.2023 | 5,5 %  | 5,5 % | 20,1 %   | 6,1 % | 2,3 % | 19,1 %  | 6,1 % | 6,5 % | 4,1 % | –     | –     | 2,5 %      | 2,5 %      | 4,2 %   | 11,1 %    | 11,1 %    | 10,0 % | 2,4 %  |
| AKO                 | 21.07.2023 | 7,2 %  | 7,2 % | 18,1 %   | 6,2 % | 1,7 % | 15,4 %  | 7,6 % | 5,9 % | 5,1 % | —     | 1,7 % | —          | —          | 2,2 %   | 16,5 %    | 16,5 %    | 6,8 %  | —      |
| SANEP               | 21.07.2023 | 8,5 %  | 8,5 % | 18,9 %   | 6,4 % | –     | 13,8 %  | 6,7 % | 6,0 % | 5,1 % | –     | –     | –          | –          | –       | 15,5 %    | 15,5 %    | 8,0 %  | –      |
| NMS                 | 14.07.2023 | 6,9 %  | 6,9 % | 20,6 %   | 5,3 % | 2,9 % | 15,6 %  | 4,7 % | 5,7 % | 4,6 % | 0,4 % | 3,4 % | 1,3 %      | 1,3 %      | 2,8 %   | 11,4 %    | 11,4 %    | 10,4 % | 5,7 %  |
| SANEP               | 04.07.2023 | 6,7 %  | 6,7 % | 18,6 %   | 6,8 % | —     | 13,4 %  | 6,4 % | 6,2 % | —     | —     | —     | —          | —          | —       | 16,5 %    | 16,5 %    | 8,2 %  | 17,2 % |
| Parlamentswahl 2020 | 29.02.2020 | 25,0 % | 5,8 % | 18,3 %   | 8,2 % | 8,0 % | 7,0 % B | 6,2 % | 4,7 % | 3,2 % | 3,9 % | 3,9 % | 2,1 %      | — C        | 7,0 % C | 3,1 %     | —         | —      | 4,6 %  |

| Institut              | Datum      | OĽaNO                                             | Smer                                              | SR                                                | ĽSNS                                              | PS-D A                                            | PS-D A                                            | SaS                                               | Za ľudí                                           | KDH                                               | SNS                                               | DV                                                | HLAS                                              | REP                                               | ALI                                               | Sonst.                                            |
| Institut              | Datum      | OĽaNO                                             | Smer                                              | SR                                                | ĽSNS                                              | PS                                                | D A                                               | SaS                                               | Za ľudí                                           | KDH                                               | SNS                                               | DV                                                | HLAS                                              | REP                                               | ALI                                               | Sonst.                                            |
| --------------------- | ---------- | ------------------------------------------------- | ------------------------------------------------- | ------------------------------------------------- | ------------------------------------------------- | ------------------------------------------------- | ------------------------------------------------- | ------------------------------------------------- | ------------------------------------------------- | ------------------------------------------------- | ------------------------------------------------- | ------------------------------------------------- | ------------------------------------------------- | ------------------------------------------------- | ------------------------------------------------- | ------------------------------------------------- |
| Ankündigung           | 02.07.2023 | OL'aNO, Za l'udí und KÚ formen eine Wahlkoalition | OL'aNO, Za l'udí und KÚ formen eine Wahlkoalition | OL'aNO, Za l'udí und KÚ formen eine Wahlkoalition | OL'aNO, Za l'udí und KÚ formen eine Wahlkoalition | OL'aNO, Za l'udí und KÚ formen eine Wahlkoalition | OL'aNO, Za l'udí und KÚ formen eine Wahlkoalition | OL'aNO, Za l'udí und KÚ formen eine Wahlkoalition | OL'aNO, Za l'udí und KÚ formen eine Wahlkoalition | OL'aNO, Za l'udí und KÚ formen eine Wahlkoalition | OL'aNO, Za l'udí und KÚ formen eine Wahlkoalition | OL'aNO, Za l'udí und KÚ formen eine Wahlkoalition | OL'aNO, Za l'udí und KÚ formen eine Wahlkoalition | OL'aNO, Za l'udí und KÚ formen eine Wahlkoalition | OL'aNO, Za l'udí und KÚ formen eine Wahlkoalition | OL'aNO, Za l'udí und KÚ formen eine Wahlkoalition |
| Focus                 | 30.06.2023 | 6,0 %                                             | 19,0 %                                            | 6,1 %                                             | 2,1 %                                             | 13,5 %                                            | 3,6 %                                             | 5,0 %                                             | 0,7 %                                             | 6,0 %                                             | 5,5 %                                             | 16,3 %                                            | 16,3 %                                            | 9,0 %                                             | 3,9 %                                             | 3,0 % (Modri: 1,6 %; MF: 1,4 %)                   |
| Median                | 27.06.2023 | 7,1 %                                             | 18,0 %                                            | 7,0 %                                             | 3,0 %                                             | 11,6 %                                            | 4,7 %                                             | 6,6 %                                             | 1,5 %                                             | 6,5 %                                             | 4,6 %                                             | 14,1 %                                            | 14,1 %                                            | 8,2 %                                             | —                                                 | 7,1 %                                             |
| Ipsos                 | 16.06.2023 | 6,4 %                                             | 18,9 %                                            | 7,2 %                                             | —                                                 | 15,5 %                                            | 4,0 %                                             | 7,2 %                                             | —                                                 | 5,6 %                                             | 4,3 %                                             | —                                                 | 14,8 %                                            | 8,3 %                                             | 3,1 %                                             | 4,7 %                                             |
| AKO                   | 09.06.2023 | 7,1 %                                             | 19,0 %                                            | 6,2 %                                             | 1,0 %                                             | 14,4 %                                            | 2,8 %                                             | 7,8 %                                             | 0,6 %                                             | 6,5 %                                             | 4,7 %                                             | —                                                 | 17,2 %                                            | 7,0 %                                             | 1,3 %                                             | 4,5 % (MF: 2,1 %)                                 |
| NMS                   | 08.06.2023 | 6,3 %                                             | 19,6 %                                            | 6,8 %                                             | 3,1 %                                             | 15,2 %                                            | 1,8 %                                             | 4,7 %                                             | 1,8 %                                             | 6,0 %                                             | 3,9 %                                             | —                                                 | 14,1 %                                            | 9,4 %                                             | 3,4 %                                             | 3,9 % (MF: 0,8 %)                                 |
| Ipsos                 | 19.05.2023 | 7,0 %                                             | 16,9 %                                            | 7,5 %                                             | 1,8 %                                             | 13,3 %                                            | 3,4 %                                             | 6,1 %                                             | 2,2 %                                             | 5,2 %                                             | 3,8 %                                             | —                                                 | 15,6 %                                            | 9,0 %                                             | 3,8 %                                             | 3,6 %                                             |
| AKO                   | 11.05.2023 | 7,4 %                                             | 18,0 %                                            | 5,6 %                                             | 0,7 %                                             | 14,3 %                                            | 3,4 %                                             | 8,3 %                                             | 1,9 %                                             | 6,6 %                                             | 4,4 %                                             | —                                                 | 16,5 %                                            | 6,9 %                                             | 1,1 %                                             | 4,9 % (MF: 3,1 %; MK: 1,1 %)                      |
| Focus                 | 26.04.2023 | 5,6 %                                             | 17,7 %                                            | 6,1 %                                             | 2,7 %                                             | 13,1 %                                            | 3,6 %                                             | 5,2 %                                             | 1,0 %                                             | 6,0 %                                             | 4,0 %                                             | 1,1 %                                             | 17,0 %                                            | 9,8 %                                             | 4,3 %                                             | 2,8 % (MF: 1,7 %)                                 |
| Invymark              | 18.04.2023 | 7,0 %                                             | 16,8 %                                            | 6,4 %                                             | 2,3 %                                             | 14,1 %                                            | —                                                 | 6,4 %                                             | 2,0 %                                             | 4,8 %                                             | 4,2 %                                             | 0,9 %                                             | 16,2 %                                            | 8,8 %                                             | 2,4 %                                             | 7,7 % (D: 3,6 %, MF: 1,1 %)                       |
| AKO                   | 11.04.2023 | 5,8 %                                             | 17,9 %                                            | 7,1 %                                             | 1,4 %                                             | 14,1 %                                            | —                                                 | 8,3 %                                             | 1,8 %                                             | 6,4 %                                             | 4,3 %                                             | —                                                 | 16,3 %                                            | 6,6 %                                             | 2,1 %                                             | 7,8 % (D: 4,1 %, MF: 2,1 %)                       |
| NMS                   | 02.04.2023 | 5,2 %                                             | 22,4 %                                            | 5,7 %                                             | 1,9 %                                             | 12,8 %                                            | —                                                 | 5,1 %                                             | 2,0 %                                             | 6,3 %                                             | 2,4 %                                             | —                                                 | 14,2 %                                            | 9,9 %                                             | 3,0 %                                             | 9,1 % (D: 3,0 %, MF: 1,3 %)                       |
| FOCUS                 | 22.03.2023 | 4,3 %                                             | 17,6 %                                            | 7,7 %                                             | 2,7 %                                             | 12,1 %                                            | —                                                 | 5,1 %                                             | 1,2 %                                             | 5,8 %                                             | 3,4 %                                             | 1,4 %                                             | 17,1 %                                            | 9,6 %                                             | 4,7 %                                             | 8,7 % (D: 5,0 %, MF: 1,5 %)                       |
| AKO                   | 13.03.2023 | 5,0 %                                             | 17,6 %                                            | 6,8 %                                             | 1,2 %                                             | 15,1 %                                            | —                                                 | 8,1 %                                             | 1,6 %                                             | 6,7 %                                             | —                                                 | 1,0 %                                             | 16,1 %                                            | 6,8 %                                             | 1,9 %                                             | 12,1 % (D: 4,9 %, MF: 2,2 %)                      |
| Ipsos                 | 09.03.2023 | 4,8 %                                             | 16,2 %                                            | 8,5 %                                             | 2,2 %                                             | 11,1 %                                            | —                                                 | 6,4 %                                             | 2,9 %                                             | 5,7 %                                             | 3,0 %                                             | —                                                 | 16,0 %                                            | 8,6 %                                             | 3,8 %                                             | 10,8 %                                            |
| AKO                   | 13.02.2023 | 7,3 %                                             | 16,3 %                                            | 7,1 %                                             | 1,5 %                                             | 13,7 %                                            | —                                                 | 7,9 %                                             | 2,3 %                                             | 6,9 %                                             | 4,0 %                                             | —                                                 | 18,9 %                                            | 6,6 %                                             | 2,1 %                                             | 5,4 % (MF: 2,8 %)                                 |
| FOCUS                 | 08.02.2023 | 6,4 %                                             | 14,6 %                                            | 8,0 %                                             | 2,9 %                                             | 11,0 %                                            | —                                                 | 5,3 %                                             | 1,0 %                                             | 6,9 %                                             | 3,6 %                                             | 1,4 %                                             | 20,8 %                                            | 8,5 %                                             | 4,5 %                                             | 5,1 % (MF: 1,9 %)                                 |
| Ipsos                 | 20.01.2023 | 8,1 %                                             | 13,6 %                                            | 8,0 %                                             | 3,2 %                                             | 12,6 %                                            | —                                                 | 6,9 %                                             | 2,0 %                                             | 6,5 %                                             | 2,9 %                                             | —                                                 | 18,2 %                                            | 8,1 %                                             | 3,2 %                                             | 6,7 %                                             |
| AKO                   | 16.01.2023 | 8,7 %                                             | 15,9 %                                            | 6,8 %                                             | 1,9 %                                             | 13,2 %                                            | —                                                 | 9,1 %                                             | 2,9 %                                             | 6,2 %                                             | 4,1 %                                             | —                                                 | 17,6 %                                            | 7,3 %                                             | 2,1 %                                             | 4,2 % (MF: 1,9 %)                                 |
| AKO                   | 20.10.2022 | 8,1 %                                             | 16,1 %                                            | 7,7 %                                             | 2,6 %                                             | 11,2 %                                            | —                                                 | 11,5 %                                            | 1,6 %                                             | 5,8 %                                             | 4,1 %                                             | —                                                 | 19,1 %                                            | 6,6 %                                             | 2,1 %                                             | 3,5 % (MF: 1,2 %)                                 |
| FOCUS                 | 01.10.2022 | 7,2 %                                             | 15,3 %                                            | 7,0 %                                             | 2,9 %                                             | 9,6 %                                             | 0,7 %                                             | 8,2 %                                             | 2,4 %                                             | 6,2 %                                             | 3,9 %                                             | 1,5 %                                             | 20,3 %                                            | 7,8 %                                             | 4,6 %                                             | 2,4 %                                             |
| Ipsos                 | 23.09.2022 | 7,8 %                                             | 15,5 %                                            | 7,5 %                                             | 2,7 %                                             | 11,6 %                                            | —                                                 | 9,3 %                                             | 1,7 %                                             | 6,5 %                                             | 2,8 %                                             | —                                                 | 18,3 %                                            | 7,0 %                                             | 2,1 %                                             | 7,2 %                                             |
| AKO                   | 15.09.2022 | 7,9 %                                             | 15,0 %                                            | 7,6 %                                             | 2,3 %                                             | 10,0 %                                            | —                                                 | 12,9 %                                            | 2,3 %                                             | 6,2 %                                             | 4,2 %                                             | 1,0 %                                             | 19,3 %                                            | 5,3 %                                             | 2,7 %                                             | 3,4 %                                             |
| AKO                   | 23.08.2022 | 8,4 %                                             | 14,9 %                                            | 6,6 %                                             | 2,1 %                                             | 9,9 %                                             | —                                                 | 13,1 %                                            | 2,1 %                                             | 6,9 %                                             | 4,1 %                                             | 1,2 %                                             | 19,2 %                                            | 5,3 %                                             | 2,5 %                                             | 3,7 %                                             |
| Ipsos                 | 15.08.2022 | 7,8 %                                             | 15,5 %                                            | 6,4 %                                             | 2,9 %                                             | 11,4 %                                            | —                                                 | 12,2 %                                            | 3,0 %                                             | 6,3 %                                             | 2,3 %                                             | —                                                 | 17,2 %                                            | 7,3 %                                             | 2,1 %                                             | 5,6 %                                             |
| AKO                   | 18.07.2022 | 9,2 %                                             | 14,6 %                                            | 6,0 %                                             | 1,5 %                                             | 9,8 %                                             | —                                                 | 14,7 %                                            | 2,2 %                                             | 7,2 %                                             | —                                                 | 1,5 %                                             | 20,0 %                                            | 5,4 %                                             | 1,1 %                                             | 6,8 %                                             |
| FOCUS                 | 04.07.2022 | 7,1 %                                             | 14,4 %                                            | 7,6 %                                             | 3,3 %                                             | 9,1 %                                             | 1,0 %                                             | 9,6 %                                             | 2,1 %                                             | 6,7 %                                             | 4,0 %                                             | 1,2 %                                             | 20,5 %                                            | 6,8 %                                             | 4,1 %                                             | 2,5 %                                             |
| AKO                   | 17.06.2022 | 8,5 %                                             | 14,8 %                                            | 5,7 %                                             | 1,8 %                                             | 9,9 %                                             | —                                                 | 14,3 %                                            | 2,2 %                                             | 7,0 %                                             | 4,2 %                                             | 1,8 %                                             | 20,2 %                                            | 5,2 %                                             | 1,9 %                                             | 2,5 %                                             |
| FOCUS                 | 07.06.2022 | 8,1 %                                             | 14,9 %                                            | 5,6 %                                             | 2,8 %                                             | 9,1 %                                             | 1,1 %                                             | 11,1 %                                            | 3,1 %                                             | 6,5 %                                             | 3,7 %                                             | 1,4 %                                             | 20,3 %                                            | 6,8 %                                             | 3,7 %                                             | 1,8 %                                             |
| AKO                   | 13.05.2022 | 10,7 %                                            | 13,5 %                                            | 6,1 %                                             | 1,1 %                                             | 9,7 %                                             | —                                                 | 14,3 %                                            | 2,1 %                                             | 7,7 %                                             | 4,0 %                                             | 1,5 %                                             | 18,9 %                                            | 6,2 %                                             | 2,4 %                                             | 1,8 %                                             |
| FOCUS                 | 15.04.2022 | 8,1 %                                             | 15,1 %                                            | 7,5 %                                             | 4,5 %                                             | 7,3 %                                             | 0,7 %                                             | 10,3 %                                            | 2,5 %                                             | 6,3 %                                             | 3,6 %                                             | 1,9 %                                             | 19,0 %                                            | 6,9 %                                             | 4,4 %                                             | 1,9 %                                             |
| AKO                   | 17.03.2022 | 9,4 %                                             | 14,0 %                                            | 6,2 %                                             | 1,8 %                                             | 8,9 %                                             | 0,5 %                                             | 14,7 %                                            | 2,6 %                                             | 7,4 %                                             | 3,9 %                                             | 0,9 %                                             | 18,0 %                                            | 5,7 %                                             | 3,0 %                                             | 3,0 %                                             |
| Nationalratswahl 2020 | 29.02.2020 | 25,0 %                                            | 18,3 %                                            | 8,2 %                                             | 8,0 %                                             | 7,0 %                                             | 7,0 %                                             | 6,2 %                                             | 5,8 %                                             | 4,7 %                                             | 3,2 %                                             | 3,1 %                                             | —                                                 | —                                                 | —                                                 | 10,2 %                                            |

## Wahlergebnis

### Gesamtergebnis
| Partei | Partei | Stimmen | Stimmen | Stimmen | Sitze  | Sitze | Sitze |
| Partei | Partei | Anzahl  | %       | +/−     | Anzahl | +/−   |       |
| ------ | --- | ------- | ------- | ------- | ------ | ----- | ----- |
|        | Smer – slovenská sociálna demokracia (Smer-SSD), Richtung – Slowakische Sozialdemokratie                                                        | 681.017 | 22,94   | +4,65   | 42     | +4    |       |
|        | Progresívne Slovensko (PS) Fortschrittliche Slowakei                                                                                            | 533.136 | 17,96   | +11,00  | 32     | +32   |       |
|        | Hlas – sociálna demokracia (HLAS) Stimme – Sozialdemokratie                                                                                     | 436.415 | 14,70   | +11,64  | 27     | +27   |       |
|        | OĽaNO a priatelia (OĽaNO – NOVA – KÚ – Za ľudí – Sonst.) OĽaNO und Freunde                                                                      | 264.137 | 8,89    | −21,90  | 16     | −49   |       |
|        | Kresťanskodemokratické hnutie (KDH), Christlich-Demokratische Bewegung                                                                          | 202.515 | 6,82    | +2,17   | 12     | +12   |       |
|        | Sloboda a Solidarita (SASKA) Freiheit und Solidarität                                                                                           | 187.645 | 6,32    | +0,10   | 11     | −2    |       |
|        | Slovenská národná strana (SNS), Slowakische Nationalpartei                                                                                      | 166.995 | 5,62    | +2,46   | 10     | +10   |       |
|        | Hnutie Republika Bewegung Republik | 141.099 | 4,75    | neu     | —      | neu   |       |
|        | Szövetség – Magyarok. Nemzetiségek. Regiók. (ALI) Die Allianz – Ungarn. Nationalitäten. Regionen.                                               | 130.183 | 4,38    | +0,48   | —      | —     |       |
|        | Demokrati (D) Demokraten | 87.006  | 2,93    | neu     | —      | neu   |       |
|        | Sme rodina (SR), Wir sind eine Familie – Boris Kollár                                                                                           | 65.673  | 2,21    | −6,03   | —      | −17   |       |
|        | Kotlebovci – Ľudová strana Naše Slovensko (ĽSNS), Kotlebianer – Volkspartei Unsere Slowakei                                                     | 25.003  | 0,84    | −7,13   | —      | −17   |       |
|        | Komunistická strana Slovenska (KSS) Kommunistische Partei der Slowakei                                                                          | 9.867   | 0,33    | neu     | —      | neu   |       |
|        | Pirátska strana - Slovensko (Slovenskí Piráti) Piratenpartei – Slowakei                                                                         | 9.358   | 0,31    | neu     | —      | neu   |       |
|        | MODRÍ – Európske Slovensko BLAUE – Europäische Slowakei                                                                                         | 7.935   | 0,26    | −1,79   | —      | —     |       |
|        | Magyar Fórum (MF) Ungarisches Forum | 3.486   | 0,11    | neu     | —      | neu   |       |
|        | MySlovensko WirSlowakei | 2.786   | 0,09    | neu     | —      | neu   |       |
|        | KARMA | 2.407   | 0,08    | neu     | —      | neu   |       |
|        | SPOLOČNE OBČANIA SLOVENSKA (SOS) GEMEINSAME BÜRGER DER SLOWAKEI                                                                                 | 2.401   | 0,08    | neu     | —      | neu   |       |
|        | SRDCE vlastenci a dôchodcovia – SLOVENSKÁ NÁRODNÁ JEDNOTA (SRDCE–SNJ) HERZ Patrioten und Rentner – SLOWAKISCHE NATIONALE EINHEIT                | 2.315   | 0,07    | neu     | —      | neu   |       |
|        | PRINCÍP PRINZIP | 1.817   | 0,06    | neu     | —      | neu   |       |
|        | SPRAVODLIVOSŤ GERECHTIGKEIT | 1.335   | 0,04    | +0,01   | —      | —     |       |
|        | Slovenské Hnutie Obrody Slowakische Erweckungsbewegung                                                                                          | 1.332   | 0,04    | −0,02   | —      | —     |       |
|        | Vlastenecký blok Patriotischer Block | 1.262   | 0,04    | neu     | —      | neu   |       |
|        | Slovenská demokratická a kresťanská únia – Demokratická strana (SDKÚ–DS) Slowakische Demokratische und Christliche Union – Demokratische Partei | 771     | 0,02    | neu     | —      | neu   |       |